# Aloe dewetii
Aloe dewetii é uma espécie de liliopsida do gênero Aloe, pertencente à família Asphodelaceae.